# Аяс
Аяс (на италиански: Ayasse) е поток, който минава през долината Шампорше в италианския регион Вале д'Аоста, Той е десен приток на река Дора Балтеа.

## Маршрут
Води началото си от езерото Мизерен (на италиански: Lago Misérin). След около 24 км, след като е преминал през цялата долина Шампорше, се влива в река Дора Балтеа близо до село Он, южно от моста Бар (между общините Он и Бар).

## Характеристики
Потокът е един от най-дивите в региона. Той е особено ценен от любителите на риболова заради целогодишно чистите си и кристални води и заради наличието на популации от диви пъстърви. Над село Шампорше се намира туристически риболовен резерват за пъстърва. Практикува се и високоскоростен каяк.